# K2-187
K2-187（EPIC 212157262とも呼ばれる）とは、K2ミッションのキャンペーン5によって観測された太陽に似た恒星である。サイズと温度が非常に太陽に近く、1.4地球半径から3.2地球半径の範囲の4個の太陽系外惑星が周囲を公転していることが確認されている。最も内側の惑星は主星の周囲を1周するのに18時間かかり、最も外側の惑星は2週間かかる。

## 惑星系
K2-187には、少なくとも4つの太陽系外惑星が周囲を公転することが知られている。そのうち2つはスーパー・アース、1つはホット・ネプチューン、もう1つはミニ・ネプチューンである。4つの惑星はすべてがほぼ軌道共鳴の関係にあり、また温度が高いため生命が居住することができない。
| 名称 （恒星に近い順） | 質量 | 軌道長半径 （天文単位） | 公転周期 (日)                | 軌道離心率 | 軌道傾斜角                     | 半径               |
| --------------------- | ---- | ----------------------- | ---------------------------- | ---------- | ------------------------------ | ------------------ |
| b                     | —    | 0.016322                | 0.773981+0.000052 −0.000050  | —          | 81.930168+5.825258 −11.735217° | 1.30+0.13 −0.13 R⊕ |
| c                     | —    | 0.0391185               | 2.871788+0.000256 −0.000257  | —          | 86.067367+2.836604 −6.998926°  | 1.80+0.14 −0.14 R⊕ |
| d                     | —    | 0.0718533               | 7.149079+0.000360 −0.000372  | —          | 87.483206+1.886985 −3.903548°  | 3.17+0.18 −0.18 R⊕ |
| e                     | —    | 0.11036                 | 13.608341+0.001661 −0.001580 | —          | 88.970197+0.751147 −1.318388°  | 2.38+0.18 −0.18 R⊕ |